# Niesnujowate

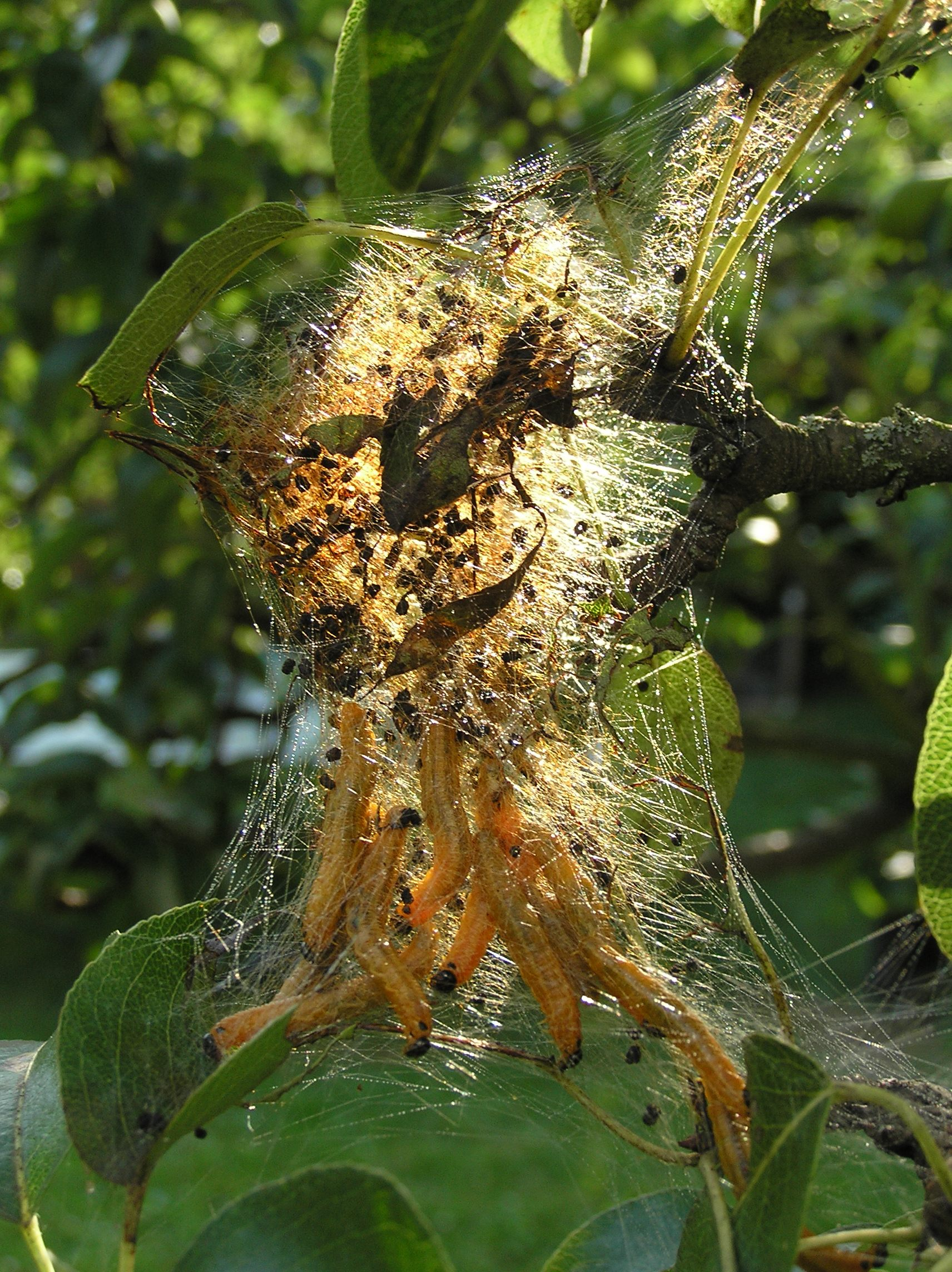
Żerujące larwy Neurotoma flaviventris.

Niesnujowate, osnujowate (Pamphiliidae) – rodzina owadów z rzędu błonkówek, z podrzędu rośliniarek.

## Budowa ciała
Owady o średniej wielkości, osiągają długość 8–18 mm. W ubarwieniu owadów dorosłych przeważają ciemne barwy, z jaśniejszym wzorem. Charakteryzują się krępą budową ciała i silnie spłaszczonym odwłokiem. Ich czułki są cienkie, nitkowate. Skrzydła przedniej pary odznaczają się wyraźnie falistą żyłką analną. Drugi z tergitów odwłoka jest podzielony przez środek, a ponadto tergity od drugiego do ósmego są po bokach ostro zagięte nad przetchlinkami.

## Ekologia i występowanie
Gąsienicowate larwy tych owadów są fitofagami, żerującymi na liściach (foliofagi). Wyposażone są gruczoły przędne. Z wytwarzanych nici formują na liściach oprzędy i sieci. Przedstawiciele Cephalciinae żerują na igłach nagonasiennych z rodziny sosnowatych, a pozostałe rodzaje współczesne na roślinach okrytonasiennych, których liście uprzednio zawijają w rolki. W pojedynczym oprzędzie żerować może jedna (gatunki samotne) lub wiele larw.
Wiele niesnujowatych uznawanych jest za ważne szkodniki w sadownictwie i leśnictwie np. osnuja gwiaździsta, osnuja świerkowa i osnuja sadzonkowa.
Owady głównie holarktyczne, zasiedlające strefę umiarkowaną i borealną Eurazji i Ameryki Północnej. Na południe sięgają do Meksyku, Mjanmy i Indii. W Polsce stwierdzono 38 gatunków (zobacz: niesnujowate Polski).

## Systematyka i ewolucja
Rodzina niesnujowatych obejmuje 330 gatunków współczesnych oraz 8 wymarłych, zgrupowanych w 10 rodzajach współczesnych i 5 rodzajach wymarłych, w tym:
- podrodzina: Juralydinae
  - †Atocus Scudder, 1892
  - †Juralyda Rasnitsyn, 1977
  - Neurotoma Konow, 1897
  - †Scabolyda Wang et al, 2014
- podrodzina: Cephalciinae
  - Acantholyda Costa, 1894
  - Caenolyda Konow, 1897
  - Cephalcia Panzer, 1805
  - †Tapholyda Rasnitsyn, 1983
- podrodzina: Pamphiliinae
  - Kelidoptera Konow, 1897
  - Onycholyda Takeuchi, 1938
  - Pamphilius Latreille, 1802
  - Pseudocephaleia Zirngiebl, 1937
- podrodzina: incertae sedis
  - †Ulteramus Archibald et Rasnitsyn, 2015

Niesnujowate znane są w zapisie kopalnym od jury środkowej, a najstarsze ich skamieniałości należą do gatunku Scabolyda orientalis i pochodzą sprzed około 165 milionów lat. Wszystkie gatunki mezozoiczne należą do podrodziny Juralydinae, a z eocenu obok wymienionej podrodziny znany jest jeszcze rodzaj Ulteramus. W oligocenie żył rodzaj Tapholyda, a z miocenu pochodzą skamieniałości żyjącego również współcześnie rodzaju Acantholyda. Brak w zapisie kopalnym Pamphiliinae. Analizy filogenetyczne Wanga i innych z 2016 wskazują, że po przeniesieniu rodzaju Neurotoma do Juralydinae wszystkie podrodziny są monofiletyczne, a Juralydinae zajmują pozycję bazalną.